# 巴贝里尼站
巴贝里尼站（義大利語：Barberini）是罗马地铁A线的一个地下车站，1980年启用，位于巴贝里尼广场地下。

## 翻新工程
由2019年10月31日起，本站封閉了3個月，列車不停本站。

## 附近
- 巴贝里尼广场
- 特里同喷泉
- 蜜蜂喷泉
- 威尼托街
- 威尼斯路上的圣母无玷始胎教堂
- 奎里纳莱山
- 奎里纳莱宫
- 巴贝里尼宫
- 四喷泉
- 奎里纳莱广场
- 特雷维喷泉